# Willem Lodewijk van Nassau-Saarbrücken
Willem Lodewijk van Nassau-Saarbrücken (Ottweiler, 18 december 1590 - Metz, 22 augustus 1640) was graaf van Nassau-Saarbrücken. Hij stamt uit de Walramse Linie van het Huis Nassau en is de stamvader van het Huis Nassau-Saarbrücken.

## Biografie

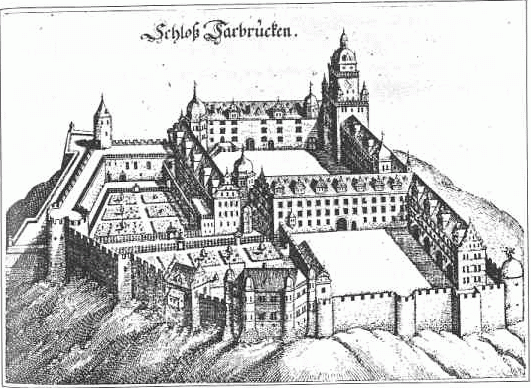
Slot Saarbrücken

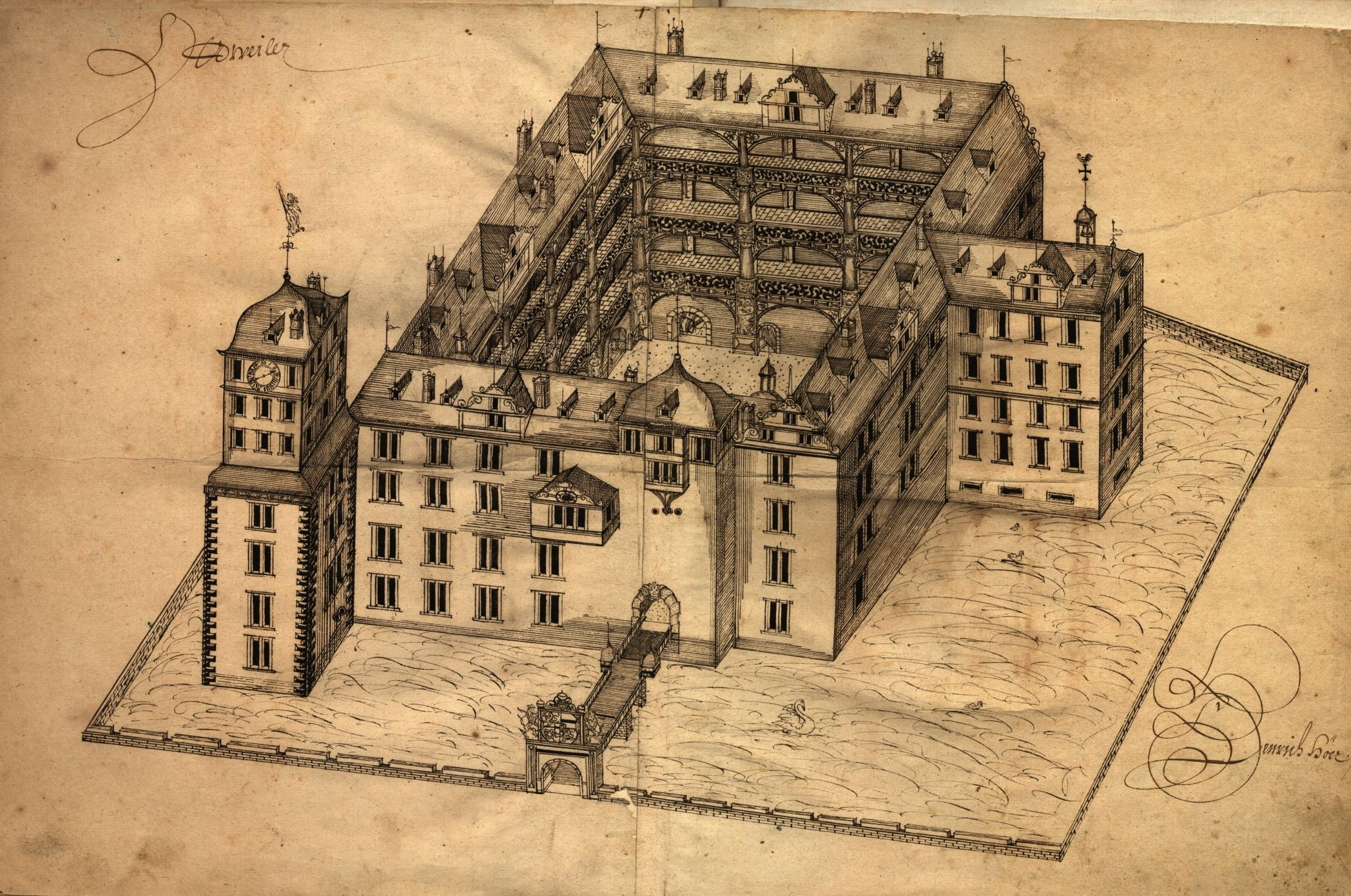
Slot Ottweiler

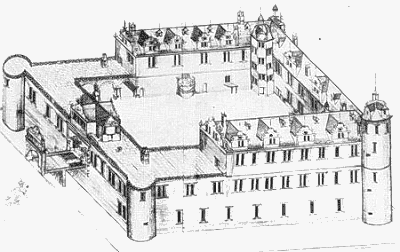
Slot Neunkirchen

Willem Lodewijk was de oudste zoon van graaf Lodewijk II van Nassau-Saarbrücken en Anna Maria van Hessen-Kassel, dochter van landgraaf Willem IV van Hessen-Kassel en Sabina van Württemberg.
Na zijn opleiding in Metz maakte hij van 1609 tot 1614 een studiereis door Frankrijk, Nederland en Engeland. In 1616 werd hij mederegent van zijn vader.

### Graaf van Nassau-Saarbrücken
Willem Lodewijk volgde in 1627 zijn vader op samen met zijn broers Johan, Ernst Casimir en Otto. Willem Lodewijk trad op als regent voor zijn broers Ernst Casimir en Otto. Willem Lodewijk verkreeg op 29 januari 1629 bij een eerste deling het graafschap Saarbrücken, het ambt Ottweiler, de voogdij Herbitzheim, en de gemeenschap Wellingen.
Kort daarna werd het bezit van de broers bedreigd door het Restitutie-edict van 2 maart 1629, toen de keurvorsten van Mainz en Trier aanspraak maakten op de sinds het Verdrag van Passau (1552) geconfisqueerde kerkgoederen. 
Op 7 juli 1629 besliste het Rijkskamergerecht in het geschil tussen Lotharingen en Nassau dat stad en kasteel Saarwerden, Bockenheim en Wiebersweiler als lenen van Metz aan Lotharingen gegeven zouden moeten worden; de rest van het graafschap Saarwerden zou bij Nassau moeten blijven. De hertog van Lotharingen nam echter onmiddellijk bezit van het hele graafschap Saarwerden en de voogdij Herbitzheim. Willem Lodewijk begaf zich naar de vorstendag te Regensburg en verkreeg op 23 juli 1631 de keizerlijke belening (hoewel hij had geweigerd zich bij de Katholieke Liga aan te sluiten of er troepen voor beschikbaar te stellen).
Willem Lodewijk stond in 1631, samen met zijn broer Johan, hun gezamenlijk deel (¼) van de Esterau af aan graaf Johan Lodewijk van Nassau-Hadamar en verkreeg in ruil daarvoor het deel van Altweilnau dat deze bezat. Op 24 november 1632 overleed de jongste broer Otto en op 11 december werd Ernst Casimir meerderjarig. Op 7 juni 1634 schikten de broers Nassau in Frankfurt am Main met de heren van Geroldseck over hun eigendomsrechten op de heerlijkheid Lahr.

### Dertigjarige Oorlog
In de Dertigjarige Oorlog (1618-1648) had Lodewijk II een voorzichtige neutraliteit gehandhaafd, die knellende inkwartieringen in zijn bezittingen echter niet voorkomen kon. Toen koning Gustaaf II Adolf van Zweden aan het einde van het jaar 1630 naar de Rijn kwam, stelden Willem Lodewijk en zijn broers zich te zijner beschikking en verklaarden daarmee de oorlog aan hun keizer. Willem Lodewijk trad als luitenant-kolonel toe tot het regiment cavalerie van Wild- en Rijngraaf Otto Lodewijk van Salm-Kyrburg-Mörchingen en vocht met hem aan de Boven-Rijn. Nadat koning Gustaaf Adolf op 16 november 1632 was gesneuveld, verbonden de drie graven zich op de bijeenkomst van de protestantse standen in Heilbronn met de Zweedse rijkskanselier Axel Oxenstierna.
In augustus 1633 drong Willem Lodewijk vanuit de Elzas het nog steeds door Lotharingen bezette graafschap Saarwerden binnen, dat wel door de Zweden veroverd was, maar niet aan hem overgedragen was. Op 5 september 1633 ondertekende Johan een verbond met Frankrijk tegen de keizer. Op 7 juni 1634 bezegelde Willem Lodewijk dat verbond. 
In maart 1634 was Willem Lodewijk op de bijeenkomst in Frankfurt am Main, waar Oxenstierna de keurvorsten van Saksen en Brandenburg wilde winnen om zich bij de Heilbronnse Bond aan te sluiten. De overwinning van keizer Ferdinand II op 6 september 1634 in de Slag bij Nördlingen bracht een einde aan deze onderhandelingen in Frankfurt. Toen het keizerlijke leger de Midden-Rijn naderde, brachten de graven van Nassau eerst hun archieven in Frankfurt am Main in veiligheid en gingen daarna naar Kirchheim. De landen rechts van de Rijn gaven ze daarmee prijs.
Na de dood van Otto Lodewijk van Salm-Kyrburg-Mörchingen trad Willem Lodewijk in dienst van hertog Bernhard van Saksen-Weimar. Met deze ondernam hij een veldtocht tegen de Wetterau en overviel op 24 december 1634 in Michelstadt een afdeling van de keizerlijke generaal, de graaf van Mansfeld.
In 1635 woonde Willem Lodewijk in Frankfurt am Main de bondsvergadering van de protestantse standen en hun bondgenoten bij. Hij dwong de teruggave van Saarwerden door de Zweedse bondgenoten af. Op 23 april 1635 vluchtte de familie naar Bockenheim, waar het lange tijd wederrechtelijk door Lotharingse troepen bezette graafschap Saarwerden aan Nassau-Saarbrücken teruggegeven moest worden. Echter, op 30 mei 1635 sloot een reeks rijksstanden, waaronder Keurbrandenburg en Keursaksen, de Vrede van Praag, waarbij de graven van Nassau uitdrukkelijk werden uitgesloten. De familie begaf zich eerst naar Saarbrücken, dat werd beschermd door Bernhard van Saksen-Weimar. Toen deze in augustus 1635 in een aanval tegen Frankfurt werd verslagen en zich moest terugtrekken naar Metz, volgden Willem Lodewijk en Ernst Casimir hem daarheen. Johan koos Straatsburg als ballingsoord. De nadering van keizerlijke troepen onder Matthias Gallas veroorzaakte in Saarbrücken paniek en een golf van vluchtelingen. De grafelijke familie besefte dat Straatsburg vanwege de afstand niet bereikbaar was. Dus reisde het gehele hof op voorstel van koning Lodewijk XIII van Frankrijk op 16 juni 1635 naar de Rijksstad Metz.
In november 1635 verscheen de keizerlijke commissaris Bertram von Sturm zu Vehlingen in de Nassause landen en verklaarde de drie broers vervallen van hun graafschappen en al hun bezittingen. De hertog van Lotharingen ontving voor zijn diensten aan de keizer de graafschappen Saarbrücken en Saarwerden, de voogdij Herbitzheim en de Burcht Hohenburg bij Homburg. Een poging, door een door de keurvorst van Saksen bemiddeld verzoekschrift, om keizerlijke gratie te verkrijgen, mislukte in 1636. In het volgende jaar werden de graven geïnformeerd over de redenen voor de keizerlijke ongenade. Pas in 1639 ontvingen Willem Lodewijk en Ernst Casimir een vrijgeleide, zodat zij persoonlijk hun zaak in Wenen konden behartigen.
Willem Lodewijk overleed op 22 augustus 1640 in Metz en werd begraven in een armengraf.

## Huwelijk en kinderen

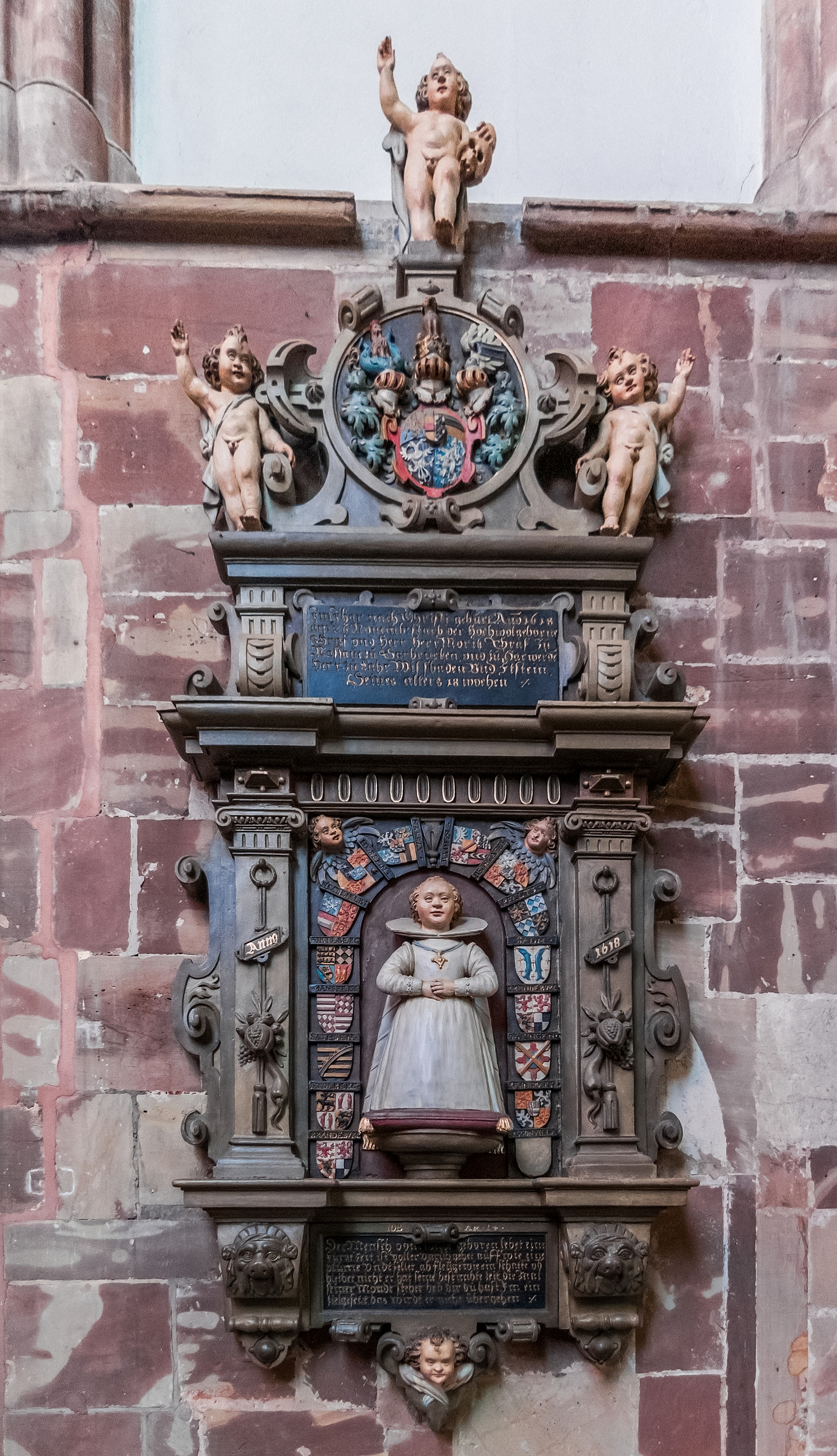
Grafmonument voor Maurits van Nassau-Saarbrücken in de Stiftskirche Sankt Arnual

Willem Lodewijk huwde te Saarbrücken op 25 november 1615 met Anna Amalia van Baden-Durlach (Durlach, 9 juli 1595 - Saarbrücken, 18 november 1651), dochter van markgraaf George Frederik van Baden-Durlach en Juliana Ursula van Salm-Neufville.

Uit dit huwelijk werden de volgende kinderen geboren:
1. Anna Juliana (Saarbrücken, 18 april 1617 n.s. - Meissenheim, 29 december 1667 o.s.),[7] huwde te Metz op 6 april 1640 met hertog Frederik van Palts-Zweibrücken (Zweibrücken, 5 april 1616 - Slot Nohfelden, 9 juli 1661).
2. Maurits (Saarbrücken, 23 juli 1618 - 26 november 1618).
3. Charlotte (Saarbrücken, 1 december 1619 - Grünstadt (?), .. november 1687),[8] huwde te Altleiningen op 6/16 januari 1650[9] met graaf Lodewijk Everhard van Leiningen-Westerburg-Rixingen (18 juli 1624 - 4 september 1688). Het echtpaar scheidde in 1668.[10]
4. Crato (Saarbrücken, 7 april 1621 - Rheinberg, 14/24 juli 1642), volgde zijn vader op.
5. Anna Amalia (Saarbrücken (?), 20 juli 1623 o.s.[11] - Saarbrücken, 1 juli 1695),[12] was kanunnikes van het Sticht Herford.
6. Johan Lodewijk (Saarbrücken, 24 mei 1625 - Reichelsheim in de Wetterau, 9 februari 1690 n.s.), volgde zijn vader op.
7. Elisabeth Sibylla (Neunkirchen, 1 oktober 1626 o.s.[13] - 5 juni 1627).
8. Maria Sibylla (Ottweiler (?), 6 oktober 1628[14] - Huis Alverdissen, 9 april 1699 o.s.),[15] huwde te Beck op 12 april 1651 met hertog August Filips van Sleeswijk-Holstein-Sonderburg-Beck (Sonderburg, 11 november 1612 - Beck, 6 mei 1675).
9. George Frederik (24 augustus 1630 - 19 december 1630).
10. Gustaaf Adolf (Saarbrücken, 27 maart 1632 - Straatsburg, 9 oktober 1677), volgde zijn vader op.
11. George Frederik (16 september 1633 - Ottweiler, 23 januari 1635 o.s.).[16]
12. Walraad (Metz, 24 februari 1635 - Hellenrod bij Roermond, 17 oktober 1702), volgde zijn vader op.